# Julia Lüning

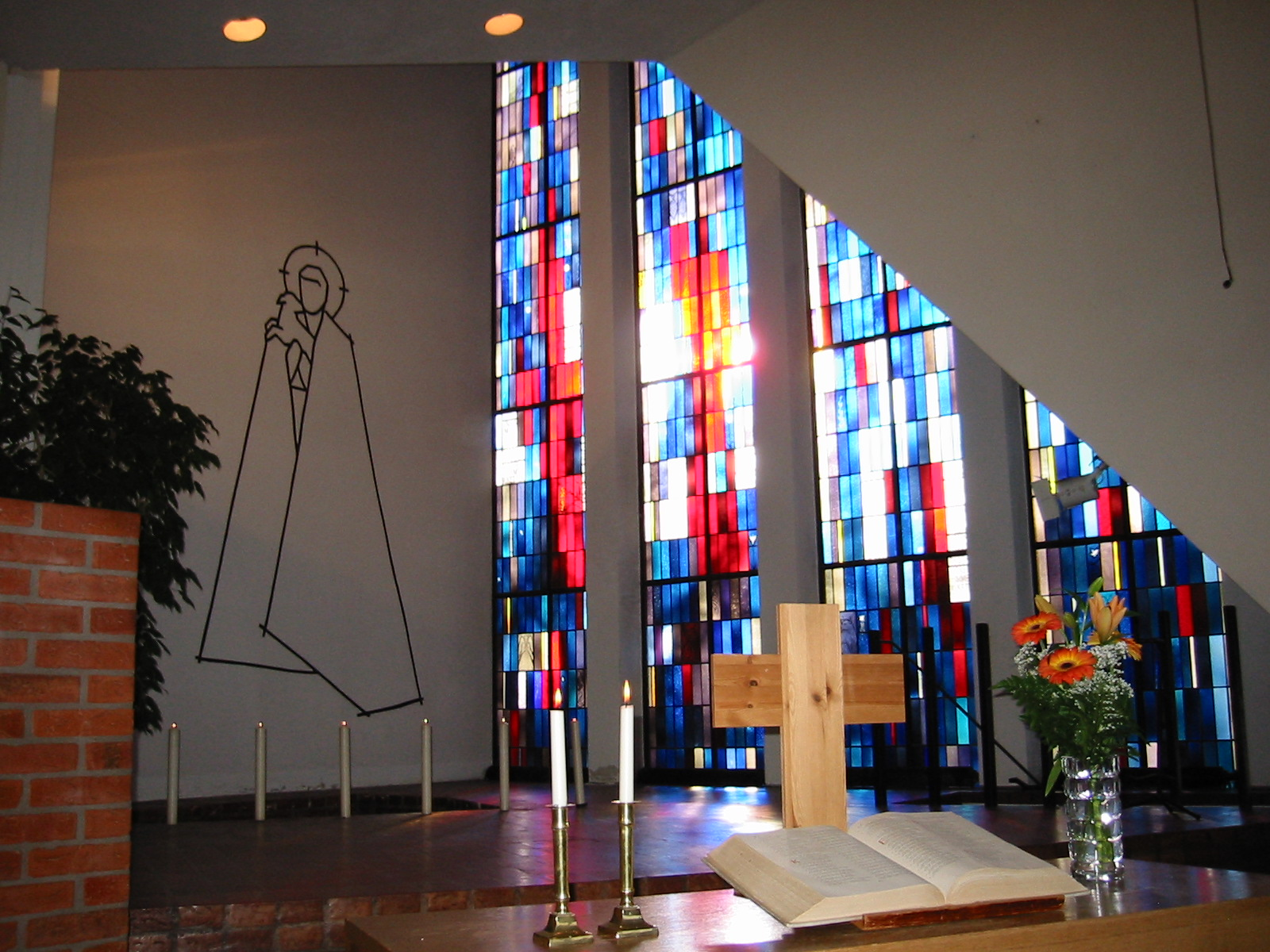
Kyrkan vid Brommaplan.

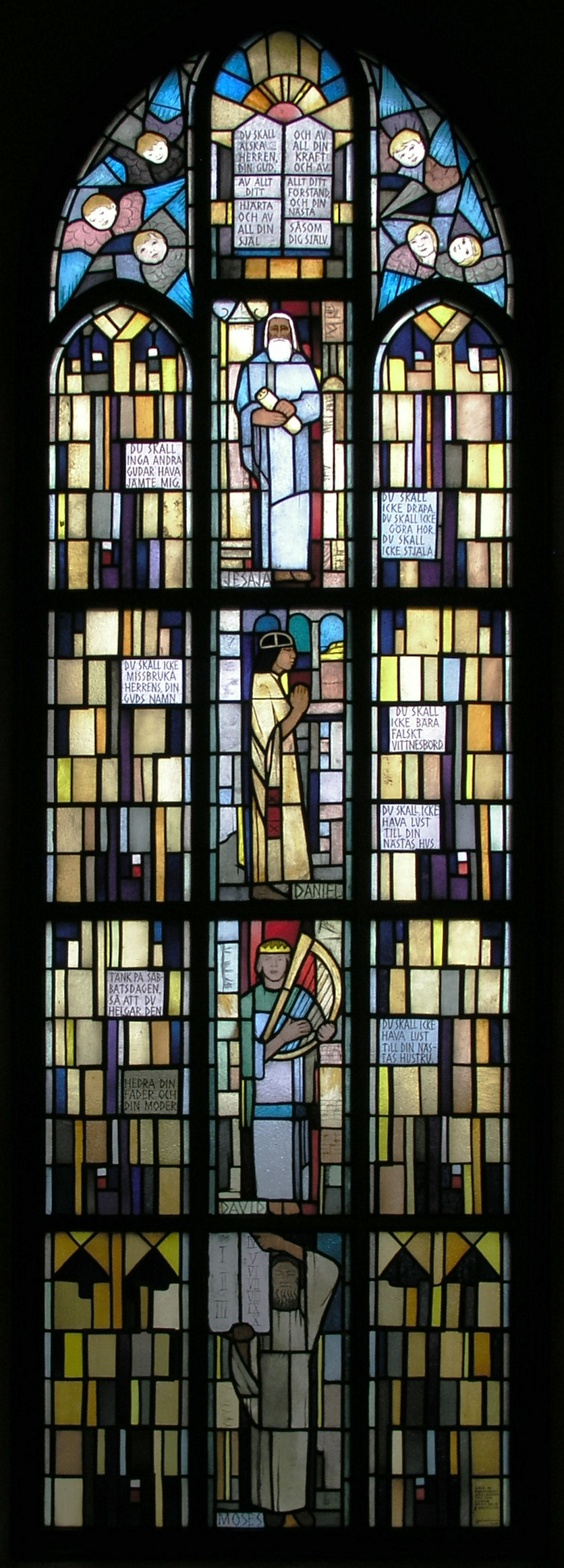
Danmarks kyrka.

Anna Julia Wilhelmina Lüning, född Boström 9 december 1892 i Ljusnarsbergs församling, Örebro län, död 10 februari 1976 i Engelbrekts församling, Stockholm, var en svensk konstnär. Hon var dotter till arkitekten Erik Boström, gift med Bertil Lüning och mor till Örjan och Björn Lüning.
Julia Lüning har gjort oljemålningar och målat kyrkfönster. Hon är representerad i Alla Helgona kyrka, Nyköping, Centrumkyrkan i södra Stockholm, Danmarks kyrka sydost om Uppsala, Enåkers kyrka i Heby, Gamleby kyrka i Västerviks kommun, Kungsholms baptistkyrka i Stockholms innerstad, Kyrkan vid Brommaplan i västra Stockholm, samt i Sankt Lars kapell, Eksjö.